# 구혜진
구혜진(1974년 ~ )은 대한민국의 배우이다. 동국대학교 연극영화학과를 졸업하였다. 1996년 MBC 25기 공채 탤런트로 데뷔하였다.

## 학력
- 동국대학교 연극영화학과 (졸업)

## 출연작

### 드라마
- 1997년 MBC 《짝》
- 1997년 MBC 《의가형제》
- 1997년 MBC 《세 번째 남자》
- 1997년 MBC 《별은 내 가슴에》
- 1997년 MBC 《남자 셋 여자 셋》
- 1997년 MBC 《산》
- 1997년 MBC 《간이역》
- 1997년 MBC 《영웅신화》
- 1998년 MBC 《사랑밖엔 난 몰라》
- 1998년 MBC 《보고 또 보고》 - 영애 역
- 1998년 MBC 《대왕의 길》 - 화협옹주 역
- 1998년 MBC 《세상 끝까지》
- 1998년 MBC 《해바라기》
- 1999년 MBC 《우리가 정말 사랑했을까》
- 1999년 MBC 《미찌꼬》
- 1999년 MBC 《날마다 행복해》
- 2000년 MBC 《세 친구》
- 2000년 MBC 《사랑은 아무나 하나》
- 2000년 MBC 《온달 왕자들》
- 2000년 MBC 《전원일기》 984회 '미혼모' 편에서의 큰며느리 박은영의 친정 조카 '정애' 역

### 영화
- 1998년 《기막힌 사내들》 - 서원 역
- 2000년 《산책》 - 유미 역